# Scharans
Scharans (Reto-Romaans: Scharons of Scharàns) is een gemeente en plaats in het Zwitserse kanton Graubünden, en maakt deel uit van het district Hinterrhein.
Scharans telt 825 inwoners.